# Mutua Madrid Open 2022
Mutua Madrid Open 2022 — тенісний турнір, що проходив на ґрунтових кортах у місті Мадрид, Іспанія з  2 травня. Належав до категорії ATP Masters 1000, був турніром серії Мастерс Мадрид 2022 року.

## Фінальна частина

### Чоловіки, одиночний розряд
Карлос Алькарас —  Александр Зверєв 6–3, 6–1

### Жінки, одиночний розряд
Унс Джабір —  Джессіка Пегула 7–5, 0–6, 6–2

### Чоловіки, парний розряд
Веслі Колгоф /  Ніл Скупскі —  Хуан Себастьян Кабаль /  Роберт Фара 6–7(4–7), 6–4, [10–5]

### Жінки, парний розряд
Габріела Дабровскі /  Джуліана Ольмос —  Дезіре Кравчик /  Демі Схюрс 7–6(7–1), 5–7, [10–7]